# Madisonville (Teksas)
Madisonville – miasto w Stanach Zjednoczonych, w stanie Teksas, w hrabstwie Madison. W 2000 roku liczyło 4 159 mieszkańców.